# Erich Dahlgrün
Erich Dahlgrün (* 24. November 1895 in Salzwedel; † 26. September 1978) war ein deutscher evangelischer Pfarrer.

## Werdegang
Dahlgrün wurde in der Altmark geboren und wuchs ab 1903 in Bremen auf. Er studierte Evangelische Theologie in Kiel. Von 1927 bis 1939 war er Pastor an der deutschen evangelisch-lutherischen Kirche in Paris. Anfangs empfand er grundsätzliche Sympathien für den Nationalsozialismus, er bemühte sich jedoch, die Politik aus dem Gemeindeleben herauszuhalten; die Strömung der Deutschen Christen lehnte er ab. Danach war er Pfarrer der deutschen evangelischen Gemeinden in Rom und Florenz. Im Mai 1946 gründete er auf der Pfarrkonferenz in Cervia die Bruderschaft der evangelischen Pfarrer in Italien und bereitete zusammen mit Leo Bruhns und Carlo Piola Caselli die Gründung der Evangelisch-Lutherischen Kirche in Italien vor, die im Oktober 1949 auf der Synode vollzogen wurde. Danach war er Vorsitzender des Konsistoriums der Landeskirche.

## Ehrungen
- 1953: Großes Verdienstkreuz der Bundesrepublik Deutschland